# FIVB Beach Volleyball World Tour 2013
FIVB Beach Volleyball World Tour 2013 var den 25:e upplagan av den professionella tävlingsserien i beachvolley, som arrangeras av FIVB. Tävlingsserien pågick april till december 2013 och bestod av 10 Grand Slam-tävlingar samt VM. De öppna turneringarna sågs (unikt för säsongen jämfört med både tidigare och senare säsonger) som en separat turnering.

## Spelkalender

### Damer
| Turnering                                                 | Mästare                                                                   | Tvåa                                                       | Treor                                                                            | Fyra                                                  |
| --------------------------------------------------------- | ------------------------------------------------------------------------- | ---------------------------------------------------------- | -------------------------------------------------------------------------------- | ----------------------------------------------------- |
| Shanghai Grand Slam Shanghai, Kina 1 – 5 maj              | Talita Antunes (BRA) · Taiana Lima (BRA) · 21–13, 21–11                   | Doris Schwaiger (AUT) · Stefanie Schwaiger (AUT)           | Maria Clara Salgado (BRA) · Carolina Solberg Salgado (BRA) · 16–21, 21–19, 15–8  | Madelein Meppelink (NED) · Sophie van Gestel (NED)    |
| Corrientes Grand Slam Corrientes, Argentina 22 – 26 maj   | Madelein Meppelink (NED) · Sophie van Gestel (NED) · 21–17, 21–19         | Maria Antonelli (BRA) · Agatha Bednarczuk (BRA)            | Maria Clara Salgado (BRA) · Carolina Solberg Salgado (BRA) · 21–16, 18–21, 15–13 | Jennifer Kessy (USA) · April Ross (USA)               |
| The Hague Grand Slam Haag, Nederländerna 11 – 16 juni     | Talita Antunes (BRA) · Taiana Lima (BRA) · 21–16, 21–13                   | Maria Clara Salgado (BRA) · Carolina Solberg Salgado (BRA) | Katrin Holtwick (GER) · Ilka Semmler (GER) · 21–12, 21–14                        | Jantine van der Vlist (NED) · Marloes Wesselink (NED) |
| Rome Grand Slam Rom, Italien 18 – 23 juni                 | Talita Antunes (BRA) · Taiana Lima (BRA) · 21–17, 19–21, 15–12            | Jennifer Kessy (USA) · April Ross (USA)                    | Liliane Maestrini (BRA) · Bárbara Seixas (BRA) · 21–17, 21–19                    | Karla Borger (GER) · Britta Büthe (GER)               |
| FIVB World Championships Stare Jablonki, Polen 1 – 6 juli | Xue Chen (CHN) · Zhang Xi (CHN) · 18–21, 21–17, 21–19                     | Karla Borger (GER) · Britta Büthe (GER)                    | Liliane Maestrini (BRA) · Bárbara Seixas (BRA) · 21–18, 21–15                    | April Ross (USA) · Whitney Pavlik (USA)               |
| Gstaad Grand Slam Gstaad, Schweiz 9 – 14 juli             | Xue Chen (CHN) · Zhang Xi (CHN) · 21–16, 21–14                            | Liliane Maestrini (BRA) · Bárbara Seixas (BRA)             | Talita Antunes (BRA) · Taiana Lima (BRA) · 21–14, 21–13                          | Laura Ludwig (GER) · Kira Walkenhorst (GER)           |
| Long Beach Grand Slam Long Beach, USA 22 – 26 juli        | Talita Antunes (BRA) · Taiana Lima (BRA) · 20–22, 21–15, 15–13            | Maria Clara Salgado (BRA) · Carolina Solberg Salgado (BRA) | Katrin Holtwick (GER) · Ilka Semmler (GER) · 21–18, 25–23                        | Emily Day (USA) · Summer Ross (USA)                   |
| Berlin Grand Slam Berlin, Tyskland 7 – 11 augusti         | Talita Antunes (BRA) · Taiana Lima (BRA) · 16–21, 23–21, 15–12            | Katrin Holtwick (GER) · Ilka Semmler (GER)                 | Jennifer Fopma (USA) · Brooke Sweat (USA) · 21–18, 17–21, 15–12                  | Kristýna Kolocová (CZE) · Markéta Sluková (CZE)       |
| Moscow Grand Slam Moskva, Ryssland 21 – 25 augusti        | Maria Clara Salgado (BRA) · Carolina Solberg Salgado (BRA) · 21–15, 21–18 | Laura Ludwig (GER) · Kira Walkenhorst (GER)                | Liliana Fernández (ESP) · Elsa Baquerizo (ESP) · 22–20, 21–19                    | Marta Menegatti (ITA) · Viktoria Orsi Toth (ITA)      |
| São Paulo Grand Slam São Paulo, Brasilien 8 – 13 oktober  | April Ross (USA) · Kerri Walsh Jennings (USA) · 19–21, 31–29, 15–12       | Laura Ludwig (GER) · Kira Walkenhorst (GER)                | Maria Antonelli (BRA) · Agatha Bednarczuk (BRA) · 25–23, 13–21, 15–10            | Marta Menegatti (ITA) · Viktoria Orsi Toth (ITA)      |
| Xiamen Grand Slam Xiamen, Kina 23 – 27 oktober            | April Ross (USA) · Kerri Walsh Jennings (USA) · 21–14, 17–21, 15–12       | Talita Antunes (BRA) · Taiana Lima (BRA)                   | Laura Ludwig (GER) · Kira Walkenhorst (GER) · 21–14, 21–19                       | Katrin Holtwick (GER) · Ilka Semmler (GER)            |

### Herrar
| Turnering                                                 | Mästare                                                                       | Tvåa                                                    | Treor                                                                  | Fyra                                                    |
| --------------------------------------------------------- | ----------------------------------------------------------------------------- | ------------------------------------------------------- | ---------------------------------------------------------------------- | ------------------------------------------------------- |
| Shanghai Grand Slam Shanghai, Kina 30 april – 4 maj       | Jake Gibb (USA) · Casey Patterson (USA) · 21–16, 9–21, 15–9                   | Pedro Solberg Salgado (BRA) · Bruno Oscar Schmidt (BRA) | Ricardo Santos (BRA) · Álvaro Morais Filho (BRA) · 21–12, 21–10        | Michał Kądzioła (POL) · Jakub Szałankiewicz (POL)       |
| Corrientes Grand Slam Corrientes, Argentina 22 – 26 maj   | Jānis Šmēdiņš (LAT) · Aleksandrs Samoilovs (LAT) · 21–16, 21–19               | Jake Gibb (USA) · Casey Patterson (USA)                 | Paolo Nicolai (ITA) · Daniele Lupo (ITA) · 21–13, 23–21                | Pedro Solberg Salgado (BRA) · Bruno Oscar Schmidt (BRA) |
| The Hague Grand Slam Haag, Nederländerna 11 – 16 juni     | Pedro Solberg Salgado (BRA) · Bruno Oscar Schmidt (BRA) · 21–19, 21–12        | Jānis Šmēdiņš (LAT) · Aleksandrs Samoilovs (LAT)        | Grzegorz Fijałek (POL) · Mariusz Prudel (POL) · 21–18, 21–16           | Alexander Huber (AUT) · Robin Seidl (AUT)               |
| Rome Grand Slam Rom, Italien 18 – 23 juni                 | Phil Dalhausser (USA) · Sean Rosenthal (USA) · 21–19, 21–18                   | Jānis Šmēdiņš (LAT) · Aleksandrs Samoilovs (LAT)        | Pedro Solberg Salgado (BRA) · Bruno Oscar Schmidt (BRA) · 21–10, 21–11 | Alison Cerutti (BRA) · Emanuel Rego (BRA)               |
| FIVB World Championships Stare Jablonki, Polen 2 – 7 juli | Alexander Brouwer (NED) · Robert Meeuwsen (NED) · 21–18, 21–16                | Ricardo Santos (BRA) · Álvaro Morais Filho (BRA)        | Jonathan Erdmann (GER) · Kay Matysik (GER) · 21–17, 21–19              | Alison Cerutti (BRA) · Emanuel Rego (BRA)               |
| Gstaad Grand Slam Gstaad, Schweiz 9 – 14 juli             | Ricardo Santos (BRA) · Álvaro Morais Filho (BRA) · 21–16, 21–18               | Pedro Solberg Salgado (BRA) · Bruno Oscar Schmidt (BRA) | Jake Gibb (USA) · Casey Patterson (USA) · 21–18, 21–18                 | Alexander Brouwer (NED) · Robert Meeuwsen (NED)         |
| Long Beach Grand Slam Long Beach, USA 22 – 27 juli        | Phil Dalhausser (USA) · Sean Rosenthal (USA) · 21–15, 21–18                   | Pablo Herrera (ESP) · Adrián Gavira (ESP)               | Paolo Nicolai (ITA) · Daniele Lupo (ITA) · 21–16, 21–13                | Jake Gibb (USA) · Casey Patterson (USA)                 |
| Berlin Grand Slam Berlin, Tyskland 6 – 10 augusti         | Vitor Felipe (BRA) · Evandro Oliveira (BRA) · 21–23, 21–13, 15–10             | Konstantin Semenov (RUS) · Viacheslav Krasilnikov (RUS) | Pablo Herrera (ESP) · Adrián Gavira (ESP) · 21–19, 21–16               | Andrea Tomatis (ITA) · Alex Ranghieri (ITA)             |
| Moscow Grand Slam Moskva, Ryssland 21 – 25 augusti        | Jānis Šmēdiņš (LAT) · Aleksandrs Samoilovs (LAT) · 21–17, 21–16               | Emanuel Rego (BRA) · Evandro Oliveira (BRA)             | Ricardo Santos (BRA) · Álvaro Morais Filho (BRA) · 21–15, 21–14        | Lorenz Petutschnig (AUT) · Alexander Horst (AUT)        |
| São Paulo Grand Slam São Paulo, Brasilien 8 – 13 oktober  | Pedro Solberg Salgado (BRA) · Bruno Oscar Schmidt (BRA) · 23–21, 19–21, 15–13 | Phil Dalhausser (USA) · Casey Jennings (USA)            | Jānis Šmēdiņš (LAT) · Aleksandrs Samoilovs (LAT) · 21–14, 21–12        | Pablo Herrera (ESP) · Adrián Gavira (ESP)               |
| Xiamen Grand Slam Xiamen, Kina 22 – 26 oktober            | Alison Cerutti (BRA) · Vitor Felipe (BRA) · 18–21, 21–15, 15–13               | Alexander Brouwer (NED) · Robert Meeuwsen (NED)         | Paolo Nicolai (ITA) · Daniele Lupo (ITA) · 22–20, 21–19                | Jon Stiekema (NED) · Christiaan Varenhorst (NED)        |

## Medaljliga efter land
| Nr                   | Nation               | Guld | Silver | Brons | Totalt |
| -------------------- | -------------------- | ---- | ------ | ----- | ------ |
| 1                    | Brasilien (BRA)      | 11   | 9      | 9     | 29     |
| 2                    | USA (USA)            | 5    | 3      | 2     | 10     |
| 3                    | Lettland (LAT)       | 2    | 2      | 1     | 5      |
| 4                    | Nederländerna (NED)  | 2    | 1      | 0     | 3      |
| 5                    | Kina (CHN)           | 2    | 0      | 0     | 2      |
| 6                    | Tyskland (GER)       | 0    | 4      | 4     | 8      |
| 7                    | Spanien (ESP)        | 0    | 1      | 2     | 3      |
| 8                    | Ryssland (RUS)       | 0    | 1      | 0     | 1      |
| 8                    | Österrike (AUT)      | 0    | 1      | 0     | 1      |
| 10                   | Italien (ITA)        | 0    | 0      | 3     | 3      |
| 11                   | Polen (POL)          | 0    | 0      | 1     | 1      |
| Totalt (11 nationer) | Totalt (11 nationer) | 22   | 22     | 22    | 66     |

## Öppna turneringar

### Damer
| Turnering                                            | Mästare                                                           | Tvåa                                           | Treor                                                                     | Fyra                                                |
| ---------------------------------------------------- | ----------------------------------------------------------------- | ---------------------------------------------- | ------------------------------------------------------------------------- | --------------------------------------------------- |
| Fuzhou Open Fuzhou, Kina 24 – 28 april               | Xue Chen (CHN) · Zhang Xi (CHN) · 21–14, 21–10                    | Liliana Fernández (ESP) · Elsa Baquerizo (ESP) | Katrin Holtwick (GER) · Ilka Semmler (GER) · 21–17, 21–18                 | Madelein Meppelink (NED) · Sophie van Gestel (NED)  |
| Anapa Open Anapa, Ryssland 23 – 27 juli              | Evgenia Ukolova (RUS) · Ekaterina Khomyakova (RUS) · 21–10, 21–14 | Teresa Mersmann (GER) · Isabel Schneider (GER) | Maria Prokopeva (RUS) · Svetlana Popova (RUS) · 21–16, 21–12              | Heather Hughes (USA) · Kaitlin Sather Nielsen (USA) |
| Phuket Open Phuket, Thailand 29 oktober – 3 november | Xue Chen (CHN) · Xia Xinyi (CHN) · 21–16, 21–18                   | Emily Day (USA) · Summer Ross (USA)            | Maria Clara Salgado (BRA) · Carolina Solberg Salgado (BRA) · 21–18, 24–22 | Agatha Bednarczuk (BRA) · Maria Antonelli (BRA)     |
| Durban Open Durban, Sydafrika 11 – 15 december       | Xue Chen (CHN) · Xia Xinyi (CHN) · 21–18, 21–18                   | Chantal Laboureur (GER) · Julia Sude (GER)     | Whitney Pavlik (USA) · Jennifer Kessy (USA) · 36–34, 21–18                | Teresa Mersmann (GER) · Isabel Schneider (GER)      |

### Herrar
| Turnering                                      | Mästare                                                                   | Tvåa                                              | Treor                                                             | Fyra                                             |
| ---------------------------------------------- | ------------------------------------------------------------------------- | ------------------------------------------------- | ----------------------------------------------------------------- | ------------------------------------------------ |
| Fuzhou Open Fuzhou, Kina 23 – 27 april         | Sean Rosenthal (USA) · Phil Dalhausser (USA) · 21–18, 24–22               | Paolo Nicolai (ITA) · Daniele Lupo (ITA)          | Alexander Huber (AUT) · Robin Seidl (AUT) · 21–18, 21–18          | Ricardo Santos (BRA) · Álvaro Morais Filho (BRA) |
| Anapa Open Anapa, Ryssland 24 – 28 juli        | Konstantin Semenov (RUS) · Yaroslav Koshkarev (RUS) · 25–23, 24–26, 15–13 | Lars Flüggen (GER) · Alexander Walkenhorst (GER)  | Alexey Pastukhov (RUS) · Viacheslav Krasilnikov (RUS) · Forfeit   | Finn Dittelbach (GER) · Eric Koreng (GER)        |
| Durban Open Durban, Sydafrika 11 – 15 december | Jānis Šmēdiņš (LAT) · Aleksandrs Samoilovs (LAT) · 15–21, 21–17, 15–10    | Mārtiņš Pļaviņš (LAT) · Aleksandrs Solovejs (LAT) | Pedro Solberg Salgado (BRA) · Bruno Oscar Schmidt (BRA) · Forfeit | Přemysl Kubala (CZE) · Jan Dumek (CZE)           |